# Gipfeltreffen in Malta
Das Gipfeltreffen in Malta war ein Treffen zwischen US-Präsident George Bush und dem Generalsekretär des Zentralkomitees der Kommunistischen Partei der Sowjetunion (KPdSU), Michail Gorbatschow. Es fand am 2. und 3. Dezember 1989, wenige Wochen nach dem Fall der Berliner Mauer, statt. Auf dem Gipfel erklärten Bush und Gorbatschow den Kalten Krieg für beendet.

## Im Vorfeld des Gipfeltreffens
In Polen hatten vom 6. Februar bis zum 5. April 1989 Vertreter der regierenden Polnischen Vereinigten Arbeiterpartei, der oppositionellen Gewerkschaft Solidarność, der katholischen Kirche und anderer Gruppen Gespräche am runden Tisch geführt. Dies trug maßgeblich zum Untergang des Kommunismus in den Staaten Mittel- und Osteuropas bei. Am 18. April 1989 hatte Ungarn begonnen, die Grenzzäune zu Österreich abzubauen. Gyula Horn wurde am 10. Mai 1989 Außenminister.
Die Macht der osteuropäischen Regime bröckelte im Sommer 1989 zusehends. Die bisher durch den Eisernen Vorhang abgeschotteten osteuropäischen Länder wie Ungarn lockerten ihre Reisebestimmungen und bauten Grenzanlagen ab. Durch die daraus folgende Fluchtbewegung über Botschaften in den Westen und den späteren Verzicht auf Grenzkontrollen kam es zu einer unkontrollierten Massenflucht von DDR-Bürgern und Erodierung der Staatsgewalt im gesamten Osteuropa. Am 25. Oktober 1989 verkündete Michail Gorbatschow bei einem Staatsbesuch in Helsinki die sogenannte Sinatra-Doktrin, die den Staaten des Warschauer Pakts erlaubte, ihre inneren Angelegenheiten souverän und in Eigenregie zu regeln. Am 9. November 1989 fiel die Berliner Mauer.
Der Nationale Sicherheitsberater Brent Scowcroft und weitere US-Regierungsbeamte waren im Vorfeld des Gipfeltreffens besorgt, dass es nur knapp einen Monat nach dem Mauerfall noch zu früh sei für ein Gipfeltreffen. Die Erwartungen an das Treffens waren hoch; es wurde befürchtet, dass sie nicht erfüllt werden könnten. Der französische Präsident François Mitterrand, die britische Premierministerin Margaret Thatcher und andere europäische Staats- und Regierungschefs sowie Mitglieder des US-Kongresses überzeugten US-Präsident Bush davon, sich auf Malta mit Gorbatschow zu treffen.

## Tagungsort – von Malta nach Jalta und zurück

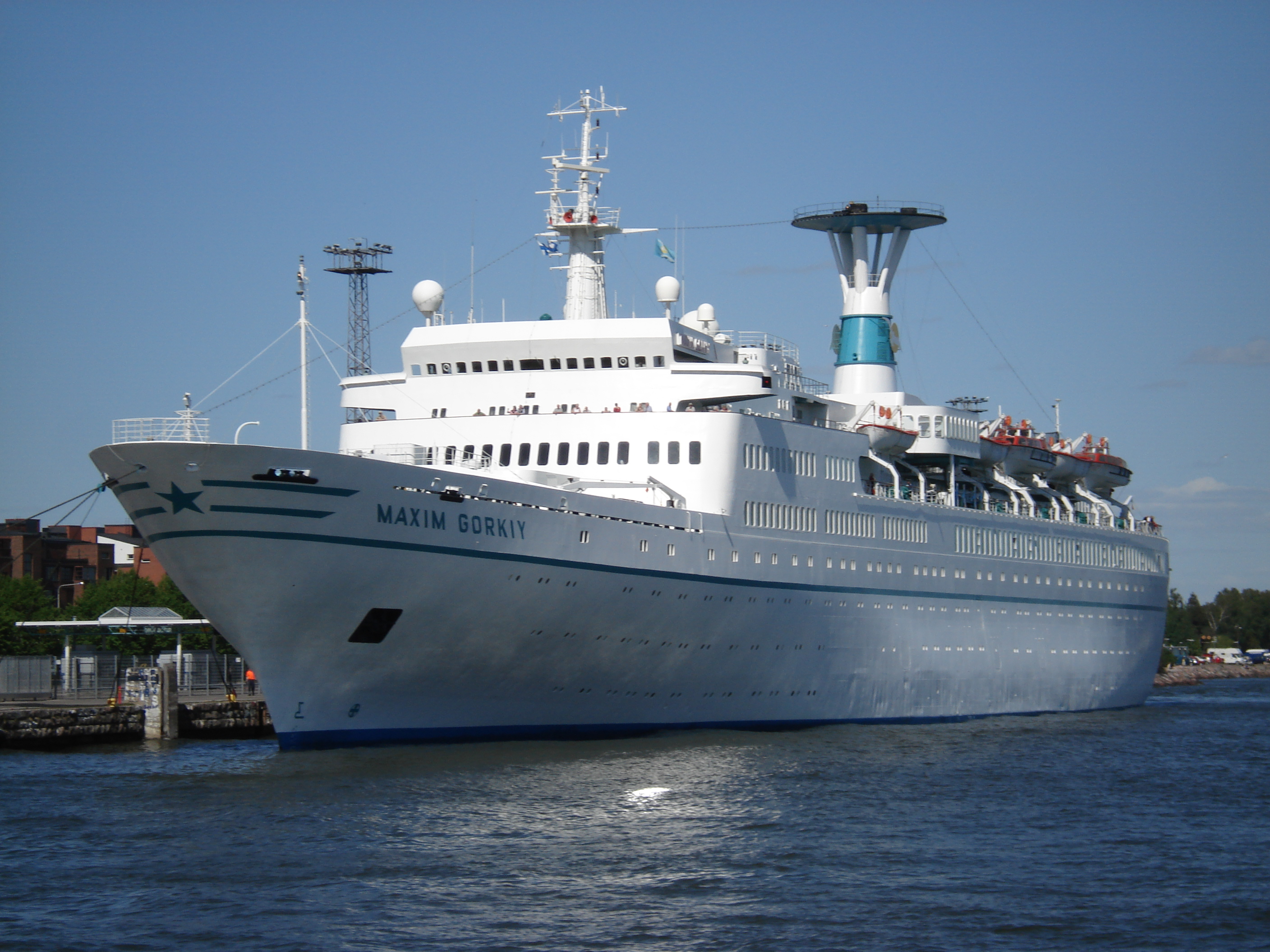
Tagungsort Maxim Gorkiy

Die Wahl des neutralen Maltas als Ort der Begegnung war Gegenstand langwieriger Verhandlungen zwischen den beiden Großmächten. Mit Malta, einer ehemaligen britischen Kolonie, wurde ein symbolträchtiger Ort gewählt. Die maltesische Inselgruppe wurde während des Zweiten Weltkrieges von den Briten als unsinkbarer Flugzeugträger betrachtet, der strategisch günstig im geografischen Zentrum des Mittelmeers liegt. Zwischen dem 30. Januar und dem 2. Februar 1945 fand die Konferenz von Malta statt. Es war ein Treffen der Combined Chiefs of Staff, der gemeinsamen Stabschefs der USA und Großbritanniens, und der Außenminister beider Staaten während des Zweiten Weltkrieges. Am letzten Tag trafen sich auch der amerikanische Präsident Franklin D. Roosevelt und der britische Premierminister Winston Churchill. Die Konferenz war ein wichtiger Austausch beider Seiten über den weiteren Verlauf des Kriegs und der Suche nach einer gemeinsamen Position bei den anstehenden Verhandlungen mit Stalin an der Konferenz von Jalta.
Ursprünglich war vorgesehen, dass die Gespräche zwischen Bush und Gorbatschow wechselseitig auf den beiden in der Marsaxlokk Bay vor Anker liegenden Kriegsschiffen Belknap und dem sowjetischen Lenkwaffenkreuzer Slawa stattfinden sollten. Als ein Sturm ausbrach, weigerte sich Gorbatschow auf Anraten seiner Berater, in einem kleinen Motorboot zur Slawa zu fahren. Die Treffen fanden schließlich an Bord des sowjetischen Kreuzfahrtschiffes Maxim Gorkiy, das im Hafen von Marsaxlokk angelegt hatte. Wegen der starken Winterstürme nannten die anwesenden Journalisten das Treffen Seasick Summit (Gipfeltreffen der Seekranken).
Die Idee eines Treffens auf einem Schiff stammte von Bush, der während des Zweiten Weltkriegs im Pazifik gekämpft hatte und von dem Treffen zwischen Churchill und Roosevelt auf Malta im Februar 1945 fasziniert war.

## Gipfelziel

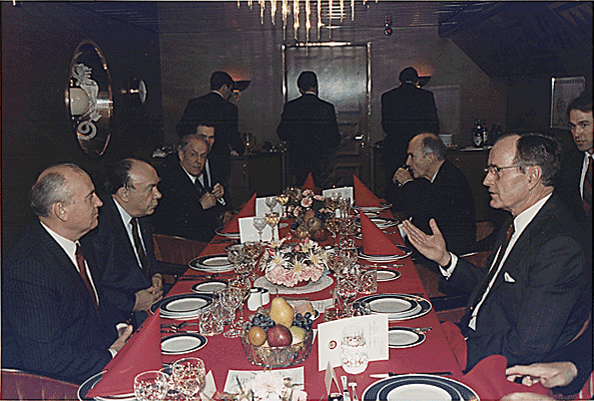
Bush und Gorbatschow an Bord des Kreuzfahrtschiffs Maxim Gorkiy

Auf dem Gipfel von Malta wurden keine Dokumente oder Verträge unterzeichnet. Das Hauptziel bestand darin, den beiden Supermächten, den Vereinigten Staaten und der Sowjetunion, Gelegenheit zum Meinungsaustausch über die Geschehnisse in Osteuropa zu geben. Bush und Gorbatschow würdigten die raschen Veränderungen, die sich mit dem Fall des Eisernen Vorhangs in Europa ergeben hatten. Der Gipfel markierte das offizielle Ende des Kalten Krieges und der Spannungen in den Ost-West-Beziehungen. Viele im Februar 1945 auf der Konferenz von Jalta gefassten Beschlüsse wurden hinfällig.
Auf einer gemeinsamen Pressekonferenz sagte der sowjetische Staatschef:

„Die Welt verlässt eine Epoche und betritt eine andere. Wir befinden uns am Anfang eines langen Weges in eine friedliche Ära. Gewaltandrohung, Misstrauen, psychologischer und ideologischer Kampf sollten der Vergangenheit angehören.“

„Ich versichere dem Präsidenten der Vereinigten Staaten, dass ich niemals einen Atomkrieg gegen die USA beginnen werde.“

In seiner Antwort sagte Präsident Bush:

„Wir können einen dauerhaften Frieden verwirklichen und die Ost-West-Beziehung in eine dauerhafte Zusammenarbeit umwandeln. Das ist die Zukunft, mit welcher der Vorsitzende Gorbatschow und ich hier in Malta begonnen haben.“

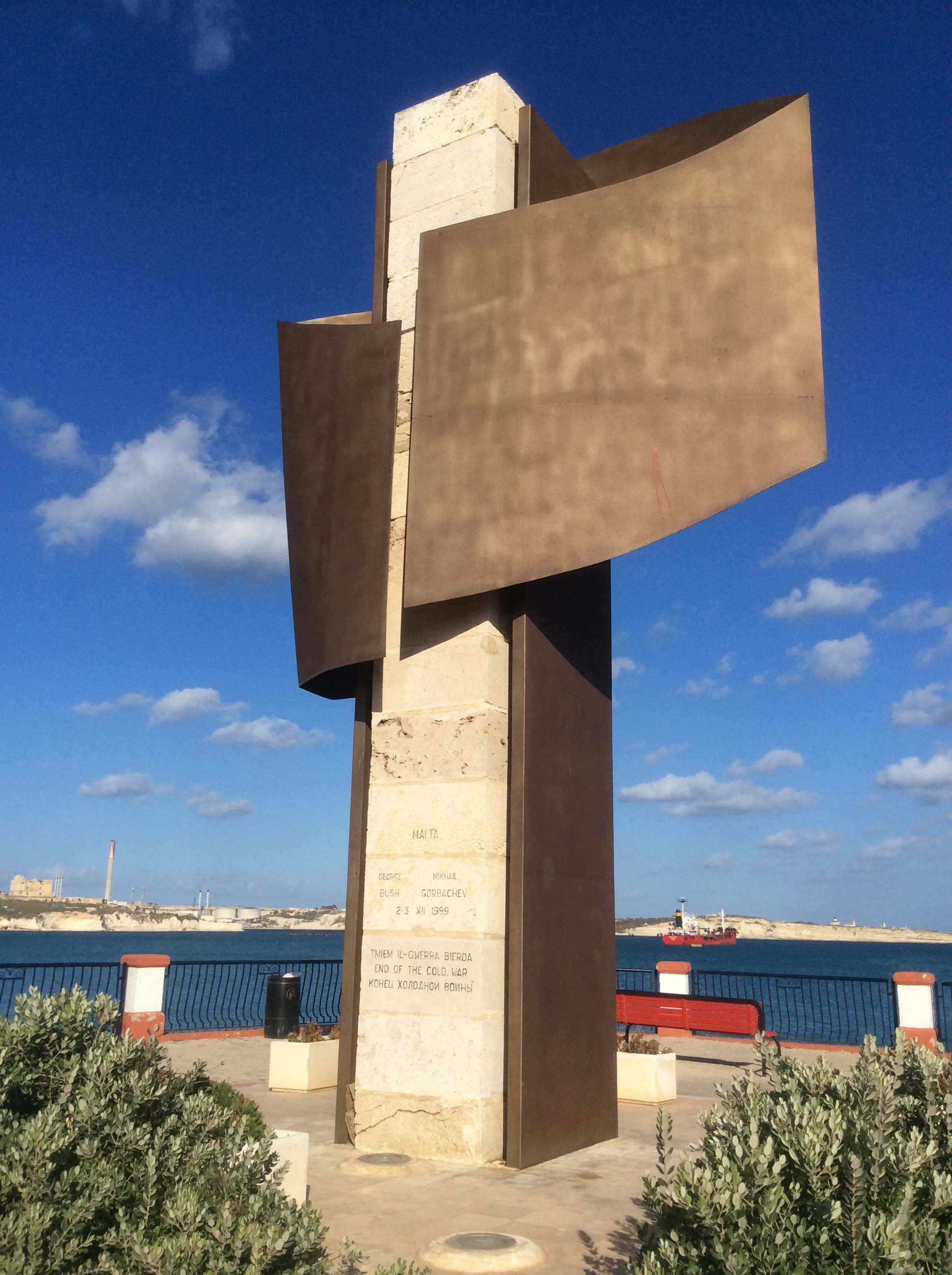
Denkmal an das Gipfeltreffen im Hafen von Malta

Heute befindet sich auf Malta am südöstlichen Hafen ein Denkmal mit der Inschrift „George Bush. Michail Gorbatschow. 2. und 3. Dezember 1989. Ende des Kalten Krieges“.

## Weitere Gipfelteilnehmer
Beim Gipfel in Malta waren u. a. noch folgende Personen anwesend:
Sowjetische Delegation
- Sergei Achromejew, Marschall der Sowjetunion, militärischer Berater von Gorbatschow
- Alexander Bessmertnych, stellvertretender Außenminister der Sowjetunion
- Anatoli Dobrynin, Sowjetischer Botschafter in den Vereinigten Staaten von 1962 bis 1986
- Eduard Schewardnadse, sowjetischer Außenminister
- Alexander Jakowlew, Chefideologe der KPdSU und Vorsitzender der Internationalen Politischen Kommission des Zentralkomitees der KPdSU

US-Delegation
- James Baker, Außenminister
- Robert Blackwill, Sonderassistent des Präsidenten für nationale Sicherheitsfragen und Leiter des Direktoriums für europäische und sowjetische Angelegenheiten im Nationalen Sicherheitsrat
- Jack Matlock, US-Botschafter in der Sowjetunion von 1987 bis 1991
- Condoleezza Rice, Direktorin für sowjetische und osteuropäische Angelegenheiten im Nationalen Sicherheitsrat
- Brent Scowcroft, Nationaler Sicherheitsberater der USA
- Raymond G. H. Seitz, Assistant Secretary of State for European and Eurasian Affairs
- John H. Sununu, Stabschef des Weißen Hauses
- Margaret D. Tutwiler, Staatssekretärin für öffentliche Angelegenheiten und Sprecherin des Ministeriums
- Paul Wolfowitz, Unterstaatssekretär für politische Fragen im Verteidigungsministerium
- Robert Zoellick, Botschafter des Außenministeriums